# Henry Crichton (6e comte Erne)
Henry George Victor John Crichton, 6e comte Erne (9 juillet 1937 - 23 décembre 2015), est un pair anglo-irlandais et un Lord-lieutenant de Fermanagh,.

## Biographie
Lord Erne est le fils aîné du 5e comte Erne et de son épouse Davina (Davidema Katharine Cynthia Mary Millicent Bulwer-Lytton), une fille cadette du 2e comte de Lytton, et est une filleule du roi George VI.
Il hérite des titres de son père en 1940, quelques semaines avant son troisième anniversaire, lorsque son père est tué au combat pendant la Seconde Guerre mondiale. En 1945, sa mère se remarie à Montague Woodhouse, un député conservateur qui, en 1998, succède à son frère aîné en tant que 5e baron Terrington. Il a deux demi-frères, Christopher, maintenant 6e baron Terrington, et Nicholas, et une demi-sœur, Emma Davinia Mary.
Il fait ses études au Collège d'Eton. En 1952, il est brièvement page d'honneur de George VI et continue dans la même fonction après l'accession au trône d'Élisabeth II, jusqu'en 1954. De 1960 à 1968, il est officier subalterne dans le North Irish Horse.
Il est membre de la Royal Ulster Agricultural Society et de la Royal Forestry Society et est Lord-lieutenant de Fermanagh de 1986 à 2012. Il est nommé Chevalier Commandeur de l'Ordre royal de Victoria (KCVO) dans la liste des honneurs du Nouvel An 2012, pour ses services en tant que Lord-Lieutenant.
Il est décédé le 23 décembre 2015, à l'âge de 78 ans.

## Mariages et enfants
Le 5 novembre 1958, Lord Erne épouse Camilla Roberts, fille aînée de l'aviateur Owen Roberts, lui-même petit-fils du riche homme d'affaires américain Marshall Owen Roberts (en). Elle est cousine du 12e baron Farnham et cousine germaine du 10e duc d'Atholl. Ils ont cinq enfants:
- Cleone Lucinda Crichton (née le 27 août 1959)
- Davina Jane Crichton (née le 25 juin 1961)
- Katherine Patricia Crichton (née le 4 novembre 1962)
- Tara Guenièvre Crichton (née le 9 mai 1967)
- John Henry Michael Ninian Crichton, 7e comte Erne (né le 19 juin 1971)

En 1980, il divorce de sa première femme et épouse le 21 juin 1980 Anna Hitchcock, née Bjorck, qui lui survit.